# Aplysina picea
Aplysina picea är en svampdjursart som först beskrevs av Duchassaing och Giovanni Michelotti 1864.  Aplysina picea ingår i släktet Aplysina och familjen Aplysinidae. Inga underarter finns listade i Catalogue of Life.